# تلوث الهواء في كوريا الجنوبية

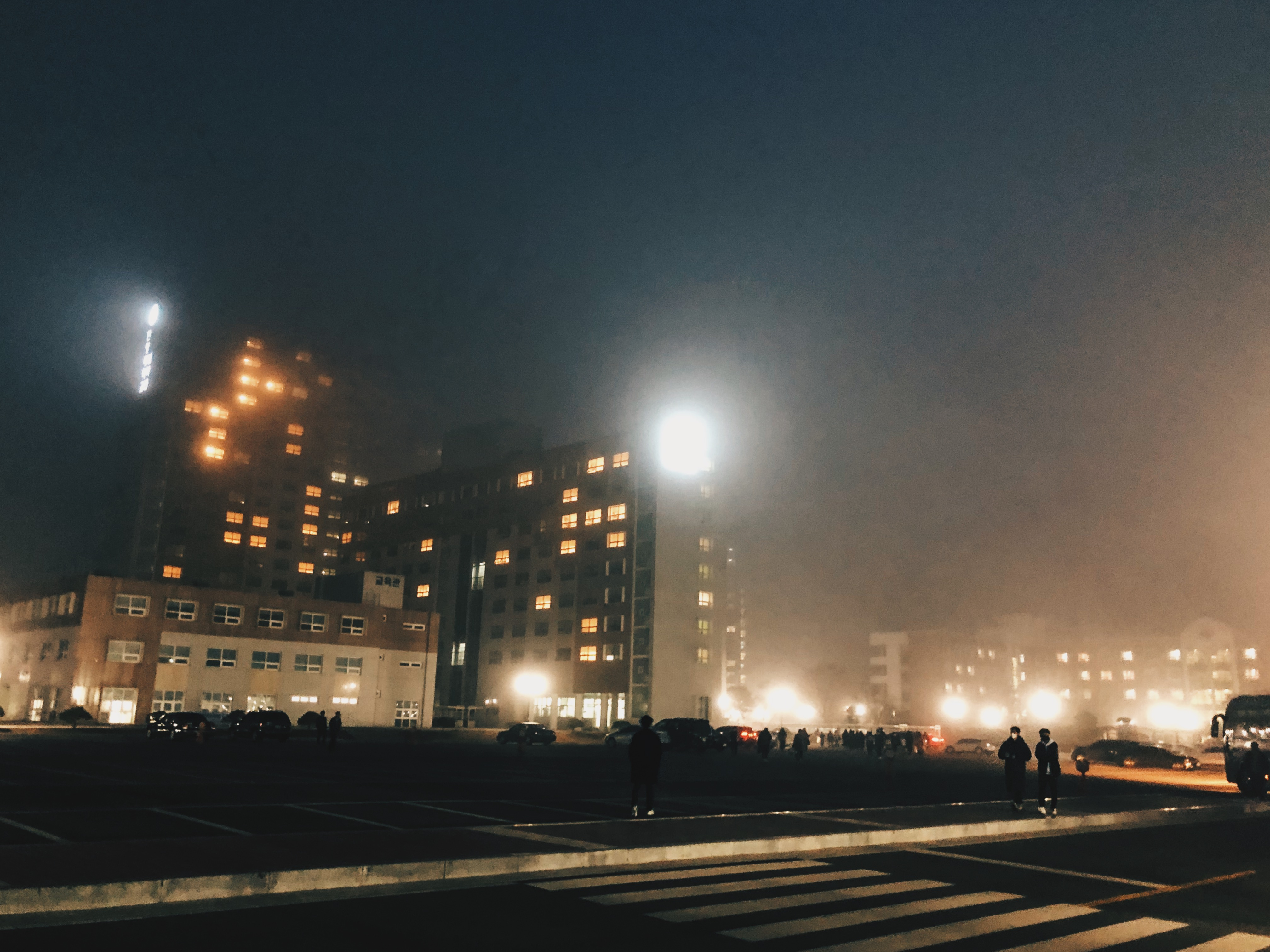
سحابة من الدخان تغطي المباني

أصبح تلوث الهواء في كوريا الجنوبية خطرًا متفاقمًا يهدد الناس والبيئة. يأتي تلوث الهواء من مصادر متعددة، محلية ودولية. ازدادت عدة أشكال في كوريا الجنوبية منذ التحاقها السريع بالركب الصناعي، وخاصة في سيؤول ومدن أخرى. وفقًا للإدارة الوطنية للملاحة الجوية والفضاء (ناسا)، فإن سيؤول من بين مدن العالم الأسوأ من حيث تلوث الهواء. من عام 2009 و2013، كانت نسبة الجسيمات المعلقة في الهواء (بّي إم 10 Pm10) الوسطية أعلى منها في العديد من أكبر المدن الكبرى في العالم كلوس أنجلس، وطوكيو، وباريس، ولندن. يقدر أيضًا أن جودة الهواء كانت سبب نحو 16 بالمئة من الوفيات في المنطقة المدنية التابعة لسيؤول في عام 2010. أدى هذا إلى مشاكل صحية وبيئية. يشتري الكوريون الأقنعة ومنقيات الهواء لتنفس هواء أنظف، وهم يعملون على تقليص انبعاثات البلاد.

## أسباب التلوث في كوريا الجنوبية
لكوريا الجنوبية أسوأ جودة هواء وأعلى تلوث هوائي بين أغنى 35 دولة في العالم. ازداد التلوث في كوريا الجنوبية بعد الحرب العالمية الثانية. في عام 1960، كانت كوريا الجنوبية ما تزال دولة نامية بقطاع صناعة صغير وكانت تعتمد بشدة على المساعدات الأجنبية. بدأ مجتمع كوريا الجنوبية تحولًا كبيرًا من الاقتصاد الزراعي إلى الصناعي، الأمر الذي لم تسرعه سوى الحرب الكورية. في أعقاب الحرب، قدمت الولايات المتحدة مساعدات بارزة لكوريا الجنوبية ضمن منح وكالة إعادة إعمار كوريا التابعة للأمم المتحدة (أونكرا). وبعد أن كانت دولةً صناعية تشق طريقها، نما اقتصاد كوريا بنسبة 10% في كل سنة خلال ثمانينيات وتسعينيات القرن العشرين. وتعد كوريا الجنوبية اليوم قلبًا نابضًا للتصنيع والتصدير، اعتبارًا من 2015، احتلت المرتبة الحادية عشر في العالم من حيث الناتج الإجمالي المحلي، ولكن هذا كان يقوده توليد الطاقة من الفحم والكثير من انبعاثات المركبات.
من عام 2014 حتى 2016 كان هناك انخفاض بمقدار 1,139 مليون دولار في صناعة التحكم بتلوث الهواء في كوريا الجنوبية. ولكن منذ ذلك الحين، أدخلت وزارة البيئة الكورية تشريعات تخص 11 ملوث للهواء و32 مادة هوائية أخرى مصنفة كمواد خطيرة. تخطط كوريا أيضًا لإغلاق 10 من أصل 61 محطة توليد طاقة تعمل على الفحم بحلول عام 2025.
مع هذا النمو المتسارع أصبحت صناعات كوريا الجنوبية نفسها مصدرًا كبيرًا لتلوث الهواء في البلاد، بما فيها سيارات الديزل، ومعدات البناء، والتدفئة وتكييف الهواء، ومحطات الطاقة.

### الصين
يلوم العديد من الكوريين الجنوبيين الين على تلوثها بسبب انتشار غبارهم الأصفر الذي تنتجه مصانع عملاقة ومحطات توليد طاقة كهربائية تعمل على الفحم. تسبب الصين 30 إلى 50 بالمئة من جسيمات (بّي إم 2.5 – PM2.5) المعلقة في الهواء في كوريا الجنوبية في الأيام المعتادة، ولكن النسبة تصل حتى 60 إلى 80 بالمئة في الأيام الأسوأ.
تلام الصين بشكل خاص عندما تنشأ ظروف جوية شبيهة بالضباب الدخاني عن تيارات هواء بطيئة في الأشهر الباردة. ولكن العديد من الخبراء يقولون إن اعتماد كوريا الجنوبية الكبير على محطات التوليد العاملة على الفحم ووقود الديزل جزء كبير أيضًا من المشكلة. تساهم جسيمات الغبار الدقيقة من الصين بالإضافة إلى الملوثات المحلية للهواء بزيادة تركيز ملوثات الهواء في الجو الكوري. سمح النشاط الاقتصادي النامي للصين لها بحرق متوسط سنوي يبلغ 4 بليون طن من الفحم، ما ساهم بدوره بما يصل إلى 50% من جسيمات بّي إم 2.5 المعلقة في كوريا. والأمر يصبح أسوأ مع تيارات الهواء البطيئة في الشهور الباردة، وذلك حسب المعهد الوطني للأبحاث البيئية في تقريره عام 2016. خلال الأشهر الأبرد، تتزايد الشائعات والشكاوى عن الصين يعاني العديد من الناس في كوريا الجنوبية من إجهاد نفسي وهم معرضون لمشاكل تنفسية بسبب الغبار الدقيق الذي يهب إلى كوريا الجنوبية من الصحاري الغربية للصين. وجد أن الانتقال بعيد المدى للجسيمات الضارة من جنوب غرب الصين، وبالتحديد شانغهاي، هو السبب. هذه الإحصائية يتوقع أنها ستسوء أكثر مع ازدياد متوقع في عدد محطات توليد الكهرباء الصينية العاملة على الفحم.

### السير
في كوريا الجنوبية المعاصرة، حرق الوقود الأحفوري هو المساهم الأكبر في تلوث الهواء. الموارد التي تمتلكها كوريا من الوقود الأحفوري ضئيلة وتستورد مؤونتها من الفحم بالكامل باستثناء 1% فقط. تعتمد كوريا الجنوبية بشدة على الطاقة الأحفورية، بسبب اقتصادها النامي وحاجتها لمصادر طاقة، ويشكل النفط 38% من مواردها الطاقية الرئيسية، والفحم 29% والغاز 15%.
يساهم السير، بالإضافة إلى المصانع ومحطات الطاقة، في التلوث. تحرق محطات توليد الطاقة التقليدية الوقود الأحفوري لإنتاج الطاقة وتطلق غازات خطرة كالأكسيدات والنتروجين وأول أكسيد الكربون والجسيمات المعلقة والهيدروكربونات في الهواء.
عدد السيارات على الطريق في ازدياد. في اقتصاد سريع النمو كاقتصاد كوريا الجنوبية، يمكن لنمو الصادرات والواردات أن يزيد حرق الوقود الأحفوري. وخاصة في المدن الكبيرة كسيؤول سيسبب ارتفاع التلوث مشاكل أكثر للسكان.

### عاصفة الغبار الآسيوية
تقع بلدان شرق آسيا ككوريا الجنوبية واليابان ضحيةً كل ربيع لعواصف الغبار الشديدة. تنشأ عواصف الغبار من المناطق الصحراوية الجافة في غرب الصين وداخل منغوليا. سجلت هذه العواصف الغبارية لأول مرة قبل 2000 عام في كوريا الجنوبية والصين. آثار عواصف الغبار الآسيوية هي أمراض تنفسية، وأمراض القلب والأوعية الدموية، والتهاب باطن العين، وإعاقة الرؤية، والإضرار بالبضائع. كنتيجة لذلك، ازدادت نسب الوفيات والمشاكل الصحية الناتجة عن أمراض تنفسية وأمراض القلب والأوعية الدموية في عام 2002. سببت هذه العواصف كذلك مشاكل اقتصادية حيث وصلت تقديرات الأضرار إلى نحو 15.5 مليار دولار في عام 2002.

### الرياح السائدة
تحدث هذه الرياح السائدة على مدار العام من الغرب باتجاه الشرق على خطوط العرض المتوسطة بين 30 درجة و60 درجة. تقع شبه الجزيرة الكورية في منطقة الغربيات السائدة بين 43 درجة شمالًا و33 درجة شمالًا. خلال الربيع، تنتقل عواصف رملية جافة من صحاري الصين ومنغوليا الداخلية مسافات طويلة مع هذه الغربيات السائدة وتسبب عواصف رملية.

## آثاره

### آثار صحية
يمكن لتلوث الهواء أن يسبب أذىً لجسم الإنسان. وفق مراكز السيطرة على الأمراض والوقاية منها، فإن زيادة تلوث الهواء بجسيمات بّي إم 2.5 مرتبطة بالسرطان، وأمراض القلب، وذات الرئة، وانخفاض الوزن عند الولادة. النساء الحوامل خلال أول أو ثاني ثلث من الحمل هن أيضًا أكثر عرضةً لولادة أطفال بتشوهات ولادة متعلقة بجهاز الدوران، والجهاز العضلي الهيكلي، والجهاز البولي التناسلي. والجهاز التناسلي. اقترح الباحثون الكوريون ترافق التلوث أيضًا مع باركينسون، وأمراض القلب والأوعية الدموية، وأمراض عصبية أخرى.
ارتبط التلوث بزيادة في الأمراض والوفيات في كوريا الجنوبية. على سبيل المثال، فإن التعرض لثنائي أكسيد الكبريت يسبب أمراض رئة مزمنة واضطرابات تنفسية. التعرض للأوزون والجسيمات المعلقة مرتبط بأمراض دورانية وتنفسية وزيادة في نسب الوفاة.
قال معهد البيئة الكوري الذي ترعاه الدولة إن الغبار يقتل ما يصل إلى 165 مواطن كوري في السنة، معظمهم من كبار السن أو ذوي الأمراض التنفسية، ويسبب مرض 1.8 مليون شخص.
قدرت منظمة التعاون الاقتصادي والتنمية أن 1.069 من كل مليون مواطن كوري جنوبي ماتوا قبل أوانهم في عام 2016 كنتيجة مباشرة لتلوث الهواء. كوريا الجنوبية هي البلد الوحيد من بين دول منظمة التعاون الاقتصادي والتنمية الستة والثلاثين التي تتعرض لأكثر من 1.000 (واحد) وفاة من كل مليون شخص في العام.

### الآثار الاجتماعية-الاقتصادية
يتأثر الأشخاص بتلوث الهواء بأشكال مختلفة حسب الجنس، والسلوك الصحي، والمستويات الاجتماعية الاقتصادية. فأولئك الذين يعيشون في مناطق مدنية أكثر مع مصانع أكثر عرضةً للآثار السلبية لتلوث الهواء كالمواطنين الذين يعيشون في إحدى المدن السبع الكبرى في كوريا الجنوبية. طالبت مجموعة احتجاجات في سيؤول اسمها «داست آوت» تضم 44,000 عضوًا من السيدات، معظمهن من الأمهات، الحكومة عن طريق عريضة لدراسة الوضع الصحي بشكل جدي لأجل أولادهن وأجيال المستقبل.
لجودة الهواء المتردية في كوريا الجنوبية أثر على عدد من الرياضات الخارجية. غيرت منظمة كرة السلة الكورية مؤخرًا قوانينها لتسمح بإلغاء أو تعليق مباريات كرة السلة الاحترافية في حالة وجود إنذار بغبار دقيق حاد في الجو.
قدرت الدراسات المحلية الضرر الاقتصادي الناجم عن تلوث الهواء، بسبب ضياع الإنتاج بشكل رئيسي، بنحو 9 مليارات دولار في السنة وتنبأت أن هذه الأرقام ستتضاعف بحلول عام 2060.